# People Get Ready (sång)
"People Get Ready" är en singel från 1965 av The Impressions, och titelspåret från albumet med samma namn. Singeln är idag gruppens mest kända hit, vilken nådde ända upp till nummer 3 på Billboard R&B Chart och nummer 14 på Billboard Pop Chart. Gospel-låten är en Curtis Mayfield komposition, och den visar på den tro som Mayfiled hade som en följd av en kristen uppfostran och en barn- och ungdomstid i kyrkan.
Rolling Stone magazine korade "People Get Ready" till den 24th best song of all times de placerade den också som nummer 20 på deras lista över de 100 Greatest Guitar Songs. Låten var också med i The Rock and Roll Hall of Fame's 500 Songs that Shaped Rock and Roll. "People Get Ready" har också blivit vald till Top 10 Best Songs Of All Time av en panel bestående av 20 proffs låtskrivare och producenter, med bl.a. Paul McCartney, Brian Wilson, Hal David, med flera vilket skrevs om i Englands Mojo music magazine, och var även invald i the Grammy Hall of Fame 1998.
Mayfield sa, "Jag tog det från min kyrka eller från fraser från min uppväxt i kyrkan. Som "there's no hiding place" och "get on board", och "images of that sort". Jag måste ha varit i en väldigt djup religiös stämning när jag skrev den låten." Låten är den första Impressions-hiten som innehåller Mayfields gitarr i breaket.

## Coverversioner
Det har gjorts ett antal covers av denna låt, av artister som:
- Akabu
- Alexander Zonjic
- Al Green & Heather Headley
- Alicia Keys
- Aretha Franklin på hennes album Lady Soul (1968)
- Barbara Dickson (1976)
- Blind Boys of Alabama
- Bob Marley (på "One Love/People Get Ready")
- Bob Dylan med The Band i en Basement Tapes session (unreleased). Se notering längst ner på sidan.
- Bruce Springsteen och E Street Band, som en intro/coda till deras låt, "Land of Hopes and Dreams"
- The Chambers Brothers
- Kristna gruppen NewSong har också gjort sin egen version av låten, med något förändrad text
- "Craven" Tj Jeter
- Kristna duon Curt & Roland på albumet med samma namn. (1972)
- Dandy Livingstone
- Digna Janssen
- Dionne Warwick
- Dokken
- Dolly Parton och Cher (1978, television special)
- Dusty Springfield
- Ed Motta
- Eva Cassidy
- Exile
- George Benson
- George Lynch
- Glee Cast
- Glen Campbell på hans album från 1970 Oh Happy Day
- Greg Lake, 2012 tour
- Hanaregumi, blandar original Engelsk med Japansköversatt text
- Hed PE
- Human Nature
- Jackson Greenhorn
- James Booker
- Jeff Beck och Joss Stone
- Jeff Beck och Rod Stewart (denna version nådde #48 i USA)
- Jeff Beck och Sting (2009)
- Jeff Beck och Roger Taylor (2011)
- Jimmy Little
- John Denver
- John Mayer (på Waiting on the World to Change
- Johnny Rivers
- John Oates
- Jonathan Edwards
- Joss Stone och Lyfe Jennings
- Kenny Rankin
- Kevin Max
- Kruger Brothers
- Ladysmith Black Mambazo (med Phoebe Snow)
- Larry Norman
- Liz Longley
- Maceo Parker
- Margaret Becker
- Matisyahu
- Michael Kaeshammer (som instrumental på albumet 'Kaeshammer')en
- Michelle Wright
- Neville Brothers
- Newsong
- Oficina G3
- Patrick Yandall
- Paul Carrack
- Petula Clark
- Phil Collins
- Pops Staples
- Prince
- Rod Stewart
- Purple Soul
- Ryan Shaw
- Seal
- Shawn Lane
- Sonny Terry & Brownie McGhee
- Steve Perry
- Suade
- Susan Alcorn som pedal steel instrumental
- Take 6.
- Taylor Hicks
- Terry Callier
- The Blind Boys of Alabama (med Ben Harper)
- The Chambers Brothers Flip side of "Time"
- The Doors
- The Everly Brothers
- The Guys All-Star Shoe Band
- The Housemartins på deras album London 0 Hull 4
- The Idea of North
- The Meters
- The Walker Brothers
- Tony Carey
- Trin-i-tee 5:7
- U2 (med början på The Joshua Tree Tour)
- Vanilla Fudge
- Ziggy Marley

Bob Dylan har spelat in 3 olika kända versioner av denna låt i 3 olika tidsepoker.  Dylan spelade in den med The Band 1967 i samband med de kända Basement Tapes Sessions.  Denna version har inte blivit officiellt släppt, men finns tillgänglig på diverse bootlegs av The Basement Tapes.  Han spelade in en andra version 1975, vilken släpptes 1978 på en promotionskiva för filmen Renaldo and Clara med 4 låtar.  Den versionen var 1 av de 42 rariteterna på Itunes anthology of Dylan's output. Dylan spelade in en tredje version 1988 inför filmen Flashback. 
Kanadensiske countrysångaren Michelle Wright gjorde en cover på låten 1997 på sitt samlingsalbum Peace in the Valley. Hennes version nådde till #49 på RPM Adult Contemporary charts.
2000, gjorde gitarristen Eric Essix en cover på låten på sitt album Southbound.
2009, gjorde country stjärnan Ronnie Milsap en cover på låten på hans gospelalbum Then Sings My Soul.
På 25th anniversary Rock and Roll Hall of Fame Concert, framförde Jeff Beck och Sting en coverversion av "People Get Ready." Sting sjöng en text som var mer Universell mot originalet.
I Säsong 9 av American Idol, så sjöng Crystal Bowersox den här låten för att få bra recensioner från juryn.
Countrygruppen Exile gjorde en cover på en EP 2010 kallad People Get Ready. EP:n är en remastrad version av en EP släppt 2008 som endast nedladdning från deras webbsida kallad Reunion.